# Дебют Фатті
«Дебют Фатті» (англ. Fatty's Debut) — американська короткометражна кінокомедія Роско Арбакла 1914 року.

## У ролях
- Роско «Товстун» Арбакл — Фатті
- Мінта Дарфі
- Аль Ст. Джон